# Луисана Лопилато
Луисана Лорелеј Лопилато де ла Торе (шп. Luisana Loreley Lopilato de la Torre; рођена 18. маја 1987. у Буенос Ајресу, Аргентина) је позната аргентинска глумица, певачица и модел. Прославила се улогама у серијама Мали Анђели (1998 — 2001) и Бунтовници (2002 — 2003), као и у групи Erreway.

## Приватни живот
Луисана Лопилато је рођена у Буенос Ајресу. Она је трећа кћерка Едуарда Лопилата и Бети де ла Торе. Има старијег брата Дарија, који је такође глумац. Такође има старију сестру Данијелу, која јој помаже да напише песме за свој први соло ЦД.
Пет година је била у вези с колегом Фелипеом Коломбом. Иако су пред снимање серије Бунтовници рекли да су раскинули, то су учинили тек две године касније. То је обелодањено 2003. у емисији Intrusos en la noche. Наиме, водитељ је пустио снимак на коме се види како Луисана Лопилато и Фелипе Коломбо воде љубав. Снимак је снимљен у хотелу у Израелу, током турнеје групе Erreway. На ово су одмах реаговали Луисанини адвокати, који су затражили затварање водитеља у затвор, јер је Луисана тада имала 17 година и била је малолетна. Луисана је добила 300.000 долара као одштету за душевни бол, али њена и Коломбова веза није преживела тај скандал.
Иако је Луисана Лопилато напустила бенд Erreway, она је остала пријатељица осталим члановима групе: Бенхамину Рохасу, Камили Бордонаба и Фелипеу Коломбу. И Луисана и Камила поричу да су икада биле непријатељице.
Током 2006. је била верена за колегу из серије Alma Pirata, Маријана Мартинеза. Били су један од најпопуларнијих парова Аргентине. Раскинули су на јесен 2006.
Након раскида с Маријаном Мартинезом, Луисана је пала у наручје тенисеру Хуану Монаку. Заједно су били од децембра 2006. па све до 2009. године, када је упознала свог будућег супруга, канадског певача Мајкла Бублеа. Венчали су се 31. марта 2011, а црквено венчање одржано 2. априла са преко 300 званица.

## Каријера као глумице

### 1995—2002
Први пут се појавила у "100% vida " 1995. године.
1998. године је изабрана од стране Крис Морене и снимала је серију Chiquititas до 2001.
Потом је ангажована у филму Chiquititas: Rincón de luz.

### 2002—2005
2002. Крис Морена је започела нови пројекат, серију за адолесценте Rebelde Way и изабрала је Луисану да глуми лик Мие. Серија се емитовала на каналу TELEFÉ. Заједно са серијом, створен је бенд Erreway , који су чинили Луисана,
Benjamín Rojas, Camila Bordonaba и Felipe Colombo. Серија и група су имали огроман успех, како у Аргентини, тако и у другим државама. То је Луисани омогучило да се појави на насловним странама магазина као што су Gente и Maxim.
2004. како би заокружили успех серије, снимљен је филм Erreway: 4 caminos.
Исте године, Луисана је радила на пројекту Los Pensionados на каналу El Trece.
Затим је снимила серију Los secretos de Papá.

### 2005—2007
2005. Луисана је поново добила улогу у новој серији Casados con hijos , заједно са својим братом Darío Lopilato , на каналу Telefe.
2006. је снимила серију Alma Pirata заједно са колегом из Ерревај-а Benjamín Rojas .
Позајмила је свој глас у филму Plumíferos .

### 2008—2009
Почиње да снима серију Atracción x4, заједно са Camila Bordonaba и Rodrigo Guirao Díaz.
Снимила је и филм Papa por un día. И информисала је јавност да има профиле на Твитеру и Фејсу!

### 2010—2011
Почиње снимање серије "Alguien que me quiera". Учествовала је у једној епизоди серије Maltratadas. 2010. часопис FHM у Шпанији, јој је доделио 17. место међу 100 најлепших жена света. Годину дана касније, 2011. године померила се шест места, тачније на 11 место.

### 2012—2013
Тренутно снима серију Lobo , која се емитује на El Trece.

## Филмографија

### Телевизија
- - 1995
- Chiquititas
  - 1998 — 2001; Луисана Маза
- - 2001: Луисана Маза
- Rebelde Way
  - 2002 — 2003; Миа Колучи
- - 2004: Кети / Мартина
- - 2004: Камила
- - 2004: Луисана
- - 2005 — 2006; Паола Архенто
- - 2006: Алегра Риганти
- - 2007: Орнела
- - 2008: Кандела
- - 2008. : Нина
- - 2010: Бланка

### Филмови
- - 1998
- - 2001; Луисана Маза
- Erreway: 4 caminos
  - 2004; Миа Колучи
- - 2008; Феифи

### Позориште
- - 2001; Луисана Маза
- - 2007; Клара
- - 2008; Пепељуга

## Дискографија

### 
- 2002: Señales
- 2003:
- 2004:
- 2004:

### Соло
- 2008: Треба да изађе

## Занимљивости
- Луисана је верни навијач клуба Ривер Плејт.
- Њен заштитни знак су њене плаве очи.
- Обожава животиње. Има пса, зеца, две мачке, два морска прасета и хрчка.
- Њен идол је певач Луис Мигел.
- Омиљени предмет у школи била јој је биологија.
- Била је верена за колегу Маријана Мартинеза.
- Пет година се забављала с колегом Фелипеом Коломбом.
- Била је у вези са тенисером Хуаном Монаком.
- Сада је удата за канадског певача Мајкла Бублеа. Цивилно венчање је било 30. марта, а прослава и црквено венчање су били 2. априла.

## Награде и номинације
- Глумачка награда „Мартин Фиеро“ - Номинована
  - Најбоља споредна глумица 2006 (за улогу у серији Casados con Hijos)
- Глумачка награда „АЦЕ“ - Номинована
  - Најбоља позоришна глумица 2007 (за улогу у представи Arlequín)